# Митровка Михайло Миколайович
Митровка Михайло Миколайович (29 жовтня 1948, Кибляри, Закарпатська область) — український диригент і музичний педагог, заслужений працівник культури України.

## Біографія
У шкільні роки співав в учнівському хорі Киблярської семирічної школи (педагоги — Золтан Жофчак, Степан Грабар). З 1957 року, закінчивши Мукачівське педагогічне училище, працював учителем співу Чорноголовської середньої школи (Великоберезнянський район).
З 1959 року навчався на диригентсько-хоровому відділенні Ужгородського музичного училища (клас Івана Сопка), після завершення якого в 1963 році вступив на відділення хорового диригування Харківського інституту культури (з перервою на військову службу, під час якої був секретарем комсомольської організації дивізіону). Закінчивши інститут, працював там же секретарем комітету комсомолу, потім — інспектором обласного управління культури, помічником голови Ужгородського міськвиконкому з питань культури. У 1971–1978 роках — директор обласної філармонії; в ці роки у філармонії був встановлений орган; приділяв увагу розвитку Закарпатського народного хору.
З 1978 року — завідувач денного відділення, заступник директора Ужгородського музичного училища, з 1985 — директор Ужгородського училища культури (нині — Ужгородський інститут культури і мистецтв), з 2000 — одночасно декан Ужгородського факультету Київського національного університету культури і мистецтв, доцент.
Крім того, керує аматорськими хоровими колективами, бере участь в учительському хорі коледжу і чоловічому вокальному квартеті «Цімбори». Понад 20 років був художнім керівником ансамблю пісні й танцю Ужгородського машинобудівного заводу.
Автор наукових робіт у галузі фольклористики, історії музичної освіти на Закарпатті XIX–XX століть, науково-методичних посібників.

## Нагороди
- Заслужений працівник культури України[1]
- Лауреат обласної премії в галузі культури і мистецтва у номінації «музикознавець» за авторську книгу «Хорова культура Закарпаття»[3] (2019)[4].